# Diocèse de Bangor
Le diocèse de Bangor (en anglais : diocese of Bangor ; en gallois : esgobaeth Bangor) est l'un des six diocèses anglicans du pays de Galles qui s'étend sur le nord-ouest de la région. Son siège est la cathédrale de Bangor.